# Ondskans axelmakter

Iran, Kuba, Libyen och Nordkorea samt USA

Ondskans axelmakter (engelska: axis of evil) är ett amerikanskt politiskt uttryck, skapat av David Frum och lanserat av USA:s president George W. Bush, i hans tal till nationen, den 29 januari 2002. De så kallade ondskans axelmakter, vilka refererar till såväl andra världskrigets axelmakter som Ronald Reagans term ondskans imperium, består i detta fall av "regimer som ger stöd och skydd åt terrorister". De länder som Bush uttryckligen nämnde var Irak, Iran och Nordkorea. Senare har även Syrien, Libyen och Kuba förts upp på listan. 
Frasen "Ondskans axelmakter" (ursprungligen "hatets axelmakter"), formulerades av Bushs dåvarande talskrivare, David Frum, och är laddad med historia och symbolik – i dess hänsyftning till axelmakterna under andra världskriget: Tyskland, Italien och Japan.